# Seconda Fondazione (organizzazione)
Nell'universo del ciclo della Fondazione di Isaac Asimov, la Seconda Fondazione è un'organizzazione creata da Hari Seldon con lo scopo di controllare lo sviluppo del piano Seldon e di correggerne eventuali deviazioni.

## Storia
La Seconda Fondazione fu ideata da Yugo Amaryl durante lo sviluppo del piano Seldon compiuto da lui e da Hari Seldon. L'idea originaria prevedeva di creare una sorta di Prima Fondazione "di riserva", nel caso lo sviluppo del piano avesse subito qualche interruzione.
Hari Seldon fece sua e modificò questa idea, creando una Fondazione che potesse controllare ed eventualmente modificare il piano; inoltre decise che sarebbe stata composta di "mentalici", uomini capaci di percepire ed influenzare le emozioni altrui. I primi membri di questa Fondazione furono Wanda Seldon, la nipote di Seldon, e Stettin Palver.
La Seconda Fondazione si stabilì nella Biblioteca Imperiale di Trantor, nella completa segretezza: nel primo secolo dell'era della Fondazione, gli unici accenni ad essa erano presenti nei messaggi olografici registrati da Hari Seldon e proiettati a Terminus, sede della Prima Fondazione, durante le crisi Seldon: in questi messaggi la sede della Seconda Fondazione era indicata cripticamente come Star's end (Fine di Stella).
La Seconda Fondazione rimase nascosta fino all'avvento del Mulo, il quale, dopo aver sconfitto la Prima Fondazione ed aver bruscamente interrotto il cammino del piano Seldon, convinto che fosse l'unico ostacolo che non gli permettesse di conquistare la Galassia, la cercò invano per cinque anni attraverso Han Prichter; tuttavia fu infine attirato su Rossem, dove la sua mente fu modificata dal Primo Oratore.
In seguito, la Seconda Fondazione fu cercata dagli uomini della Prima Fondazione; tale interesse rischiava tuttavia di distruggere definitivamente il piano Seldon. Per questo gli uomini della Seconda Fondazione (guidati dal Primo Oratore Preem Palver) concepirono un complesso piano per cui la Prima Fondazione doveva contemporaneamente sconfiggere un nemico esterno (Stettin di Kalgan) e avere l'impressione di distruggere la Seconda Fondazione, che dovevano credere trovarsi sul loro stesso pianeta, Terminus.
Dopo questi eventi cominciò quella chiamata eta d'Oro della Seconda Fondazione, in cui il piano Seldon era nuovamente in corso e non c'era nessuna minaccia evidente.

## Organizzazione

### La Tavola degli Oratori
La Seconda Fondazione è guidata dalla Tavola degli Oratori, composta da dodici membri, uno dei quali porta il nome di Primo Oratore. Nella prima parte di L'altra faccia della spirale è nominato anche un Quinto Oratore; tuttavia nelle opere seguenti (la seconda parte del romanzo e L'orlo della Fondazione) non c'è traccia di una simile numerazione.
L'abilità e la conoscenza della psicostoria non sono sufficienti per diventare Oratori, ma è necessaria anche l'abilità di parlare del piano Seldon senza matematica; inoltre deve "sentire un amore profondo per il Progetto e per il suo fine". Il processo per diventare Oratori è un lungo esame, descritto in L'altra faccia della spirale.
Otto oratori compreso il Primo Oratore, oppure dieci senza di lui possono mettere sotto accusa un Oratore; in tali casi l'udienza del processo si tiene il prima possibile. Se l'Oratore è condannato, perde il proprio posto nella Tavola ma conserva il titolo. L'incriminazione di un Oratore è estremamente rara.

### Altri membri
La maggior parte dei membri della Seconda Fondazione vive e lavora su Trantor; alcuni dei suoi agenti lavorano invece nel resto della Galassia, in vari ruoli; due tra questi sono gli Osservatori e gli Operatori. Entrambi hanno capacità mentaliche, ma molto meno sviluppate di coloro che lavorano su Trantor. Grazie a tali capacità ottengono spesso ruoli di prestigio all'esterno della Seconda Fondazione. Questi membri provengono da tutti i mondi della Galassia eccetto Terminus; vengono reclutati da altri agenti della Seconda Fondazione.
Ogni Osservatore ha contatti soltanto con il suo superiore diretto, ma non con altri Osservatori; inoltre non hanno l'autorizzazione ad alterare le menti altrui.
Munn Li Compor era un Osservatore.

## Il processo per diventare Oratori
Il processo per diventare Oratori è descritto nel dettaglio nella seconda parte di L'altra faccia della spirale.
Il candidato deve proporre un cambiamento al piano Seldon, il quale viene controllato separatamente da cinque comitati; due anni dopo il contributo viene di nuovo controllato con grande rigore, e se il contributo è valido viene aggiunto al piano.

## Il Primo Oratore
Formalmente il Primo Oratore ha solamente il diritto di prendere per primo la parola; tuttavia egli è in pratica il membro più influente della Tavola e l'uomo più potente della Seconda Fondazione. Nei primi 498 anni del piano Seldon si sono succeduti venticinque Primi Oratori, il primo dei quali è considerato essere Seldon, sebbene egli non abbia mai formalmente fatto parte della Seconda Fondazione.
Il Primo Oratore viene nominato direttamente dal proprio predecessore; prima di Stor Gendibal, nessuno era riuscito ad arrivare a questa carica prima dei quarant'anni.